# Romain Anselmo
Romain Anselmo est un karatéka français né le 17 novembre 1972 à Paris. Il est connu pour avoir été titré champion d'Europe en kumite individuel masculin moins de 70 kilos aux championnats d'Europe de karaté 1994 puis vice-champion du monde aux championnats du monde suivants. Il a remporté de nombreuses médailles d'or en kumite par équipe masculin.

## Style de Karaté
- 6e Dan Shotokan
- 3e Dan Kyokushinkai

## Résultats
| Résultat          | Date          | Épreuve                   | Catégorie | Compétition                | Ville hôte                         |
| ----------------- | ------------- | ------------------------- | --------- | -------------------------- | ---------------------------------- |
| Médaille d'or     | 1994          | Kumite individuel - 70 kg | Seniors   | Championnats d'Europe 1994 | Birmingham, au Royaume-Uni         |
| Médaille d'argent | Décembre 1994 | Kumite individuel - 70 kg | Seniors   | Championnats du monde 1994 | Kota Kinabalu, en Malaisie         |
| Médaille d'or     | Décembre 1994 | Kumite par équipe         | Seniors   | Championnats du monde 1994 | Kota Kinabalu, en Malaisie         |
| Médaille d'or     | 1995          | Kumite par équipe         | Seniors   | Championnats d'Europe 1995 | Helsinki, en Finlande              |
| Médaille d'or     | 1996          | Kumite par équipe         | Seniors   | Championnats d'Europe 1996 | Paris, en France                   |
| Médaille d'or     | 1996          | Kumite par équipe         | Seniors   | Championnats du monde 1996 | Sun City, en Afrique du Sud        |
| Médaille d'or     | 1997          | Kumite par équipe         | Seniors   | Championnats d'Europe 1997 | Santa Cruz de Tenerife, en Espagne |
| Médaille d'or     | Octobre 1998  | Kumite par équipe         | Seniors   | Championnats du monde 1998 | Rio de Janeiro, au Brésil          |